# Epulis

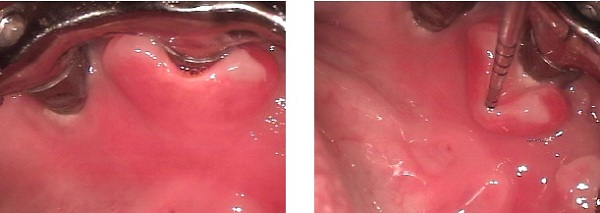
Epulis

Eine Epulis (griechisch: epūlis „auf dem Zahnfleisch“, nämlich wachsend; Plural Epuliden) ist ein halbkugeliges oder pilzförmiges Gebilde, das meist dem Zahnfleischrand aufsitzt. Synonym ist die Fokale fibröse Hyperplasie.
Es handelt sich um eine Granulationsgewebebildung unterschiedlicher Zellstruktur. Es entsteht als Reaktion des Gewebes auf eine chronische Entzündung, die meist in einer Zahnfleischtasche entstanden ist. Auch durch einen länger andauernden mechanischen Reiz (durch Ränder einer Füllung, Krone oder Prothese) kann eine Epulis entstehen. In den meisten Fällen muss die Entfernung des Gewebes mit der Extraktion des Zahnes kombiniert werden. Weiterhin verhält sich die Epulis klinisch wie eine Geschwulst und kann sich spontan zurückbilden, neigt aber auch zu Rezidiven.
Eine Epulis am Zahnfleisch ist ein klassisches Beispiel für eine sogenannte tumorartige Läsion oder einen Pseudotumor. Dieser granulomatöse Pseudotumor zeigt histologisch eine Vielzahl von Riesenzellen vom Typ Osteoklasten und heißt deshalb auch Riesenzellepulis oder Epulis gigantocellularis. Wenn die Lokalisation nicht am Zahnfleisch besteht und eine gleiche Makroskopie und Histologie aufweist, nennt man sie submuköses Fibrom oder Reizfibrom.

## Arten
Man unterscheidet folgende Arten der Epulis:

### Epulis fibromatosa
„Oberflächlich erhaltenes Plattenepithel, gelegentlich Erosionen/Ulzerationen auf der Kuppe; im Inneren des Knotens breite, kollagenreiche Faserzüge, die ein gleichmäßiges Geflecht bilden, dazwischen nur wenige Entzündungszellen und kleine Blutgefäße. Entstehung primär oder als Ausreifungsstadium einer Epulis granulomatosa.“

### Epulis granulomatosa
„Oberflächlich erhaltenes, verbreitertes oder erodiertes/ ulzeriertes Plattenepithel; darunter eine breite Zone lockeren Bindegewebes mit reichlich kleinen neugebildeten Blutgefäßen und vielen Lymphozyten, Plasmazellen und Makrophagen; in der Randzone und in den basalen Abschnitten meistens eine deutliche Faservermehrung. Synonyme sind Epulis fissuratum, inflammatorische fibröse Hyperplasie.“

### Epulis gigantocellularis
„Oberflächlich mehrschichtiges Plattenepithel; zur Tiefe hin in kleinen Strängen oder fischzugartig angeordnete Fibroblasten und unterschiedlich dichtes Netz aus neugebildeten Fasern; dazwischen reichlich Blutgefäße und angrenzend bizarr geformte Riesenzellen; Hämosiderinablagerungen; an der Basis Arrosion des Knochengewebes.“

### Epulis gravidarum
In der Schwangerschaft kann eine sogenannte Schwangerschafts-Epulis auftreten, die sich in der Regel nach der Geburt des Kindes zurückbildet. Sie entsteht unter dem Einfluss der Sexualhormone bei einem prädisponierenden Faktor einer mangelnden Mundhygiene. Sie kann unter Umständen heftige Blutungen auslösen und stellt dann eine Gefahr für die Schwangere und das Ungeborene dar. „Die Schwangerschaftsepulis ist eine aus Granulationsgewebe bestehende Hyperplasie mit ausgesprochenem Gefäßreichtum. Die Proliferationstendenz wird durch die veränderte hormonelle Situation begünstigt“.

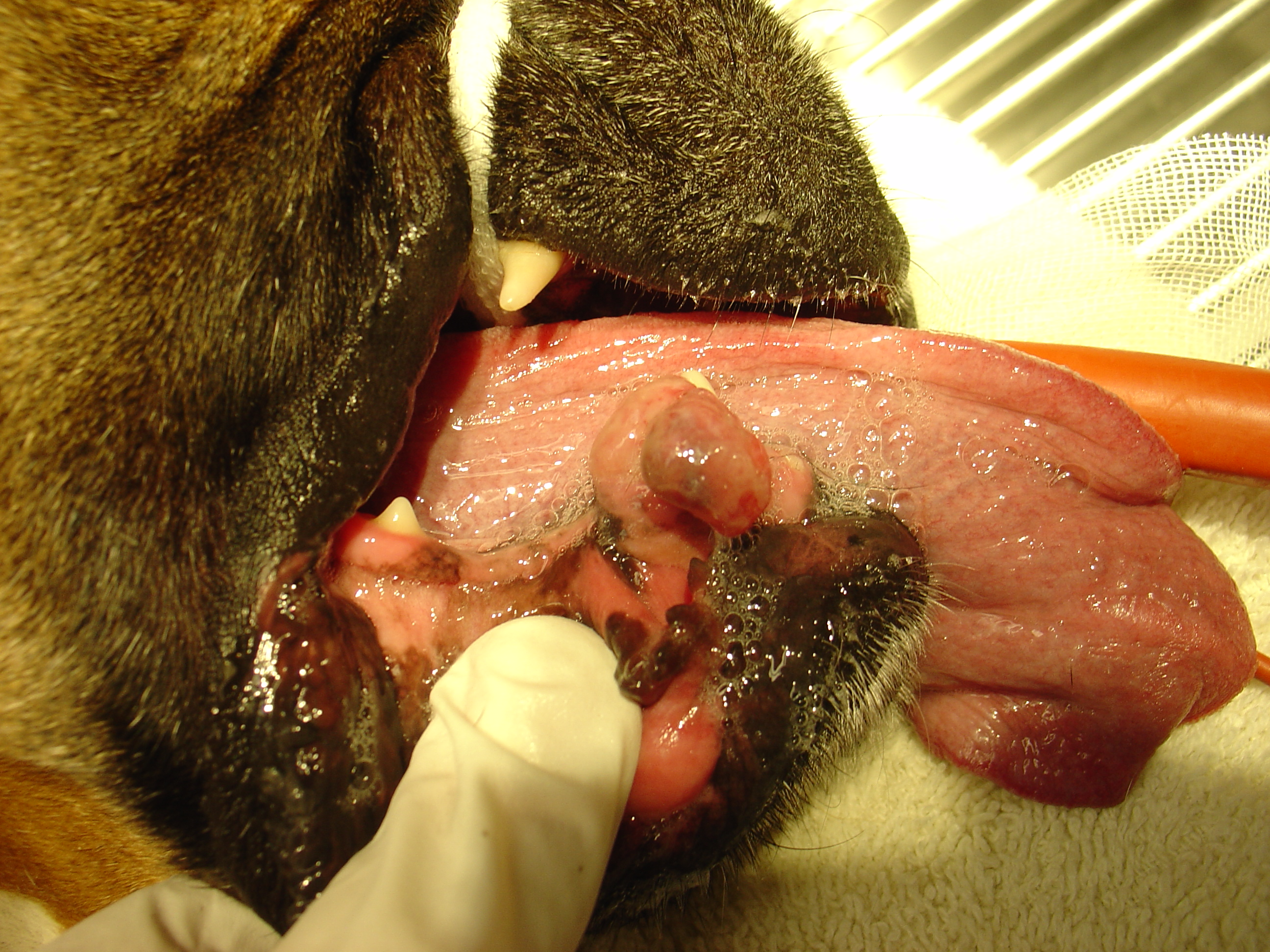
Epulis beim Deutschen Boxer

## Seitennachweise
1. ↑  definition-of.net (Seite nicht mehr abrufbar, festgestellt im April 2018. Suche in Webarchiven)  Info: Der Link wurde automatisch als defekt markiert. Bitte prüfe den Link gemäß Anleitung und entferne dann diesen Hinweis.
2. ↑  Universität Heidelberg, Institut für Pathologie, Epulis (Memento des Originals vom 15. Dezember 2013 im Internet Archive)  Info: Der Archivlink wurde automatisch eingesetzt und noch nicht geprüft. Bitte prüfe Original- und Archivlink gemäß Anleitung und entferne dann diesen Hinweis.
3. ↑  medeco: Tumoren